# Laura León
Rebeca Valderraín Vera (Comalcalco, Tabasco, 24 de noviembre de 1952), artísticamente conocida como Laura León, es una actriz, cantante y presentadora de televisión mexicana, apodada la Tesorito. Se dio a conocer como cantante en la década de los ochenta.

## Biografía
Laura León se crio en un seno familiar muy firme en la ciudad de Comalcalco en Tabasco, en el sureste de México, hija de Jaime Velderraín, estudiando hasta el primer año de educación preparatoria, por primera vez en el medio es invitada a aparecer en un pequeño papel en un filme producido por el director de cine Emilio Fernández en una fugaz escena montando a caballo semi-desnuda debido a su voluptuosidad, donde inició su carrera artística. 
Posteriormente, inicia ya como cantante y actriz, siendo conocida internacionalmente como la Tesorito, en el programa Variedades Bacardí con Héctor Lechuga y el "Loco" Valdez, conoce posteriormente a Lola Beltrán quien le escucha cantar música ranchera, pero le menciona a Lola Beltrán quien le recomendó con la disquera musical Melody, que se inclinaba a interpretar más música de corte tropical que fue su línea posterior iniciando con el tema Abusadora, una mezcla de cumbia con merengue. 
Tuvo la oportunidad de presentarse como cantante en los programas de Raúl Velasco en proyección hacia Estados Unidos, Europa y el resto de América. Un editor del extinto periódico El Heraldo de México, Guillermo Vázquez Villalobos fue quien le propuso el nombre de Laura León con el cual se le conoce hasta la fecha y ella aceptó el nombre artístico.
Tiene dos hijos, su hijo menor es el cantante de la Banda el Recodo y actor conocido por su nombre artístico como Santa Lucía.
Su voz se ha clasificado como de mezzosoprano dramática.
La mayor parte de su música es de estilo son cubano y cumbia del sureste; entre sus canciones más conocidas están varias composiciones nacionales y otras extranjeras de ritmos como el merengue, cumbia, y regaetton cubano como Abusadora, Fiesta, fiesta, La pregonera y Marinero, canción reeditada de una cantante italiana llamada Lucia quien la cantó en inglés en los años 1980.
En los 1990 entre sus éxitos más conocidos están La reina del baile, Este corazón (balada romántica), Dos mujeres, un camino, El club de las mujeres engañadas, Suavecito, Te cerraré la puerta, El premio mayor y La pachanga, esta última es un éxito original del grupo argentino Vilma Palma e Vampiros. 
En telenovelas debutó en 1976 en Mundos opuestos en la que Lucía Méndez tenía su primer protagónico; durante los años 90 a nivel actoral fue protagonista de las telenovelas de Emilio Larrosa; entre otras, ha actuado en Muchachitas, Dos mujeres, un camino, junto a la cantante y actriz Biby Gaytán), el actor de origen puertorriqueño Erik Estrada y los integrantes del grupo Bronco y El premio mayor. 
Ha residido en diversos lugares como Comalcalco en Tabasco, Ciudad de México, Miami en Florida y Lima, Perú, siendo esta su ciudad favorita[cita requerida] donde tuvo una férrea competencia con Laura Bozzo en los programas de entrevistas.
En 2004 cantó a dúo con el grupo boliviano Azul Azul la canción titulada El Hombre es como el oso. 
Durante los años 2005 y 2006 condujo su programa de televisión llamado Señora León en Perú, enfocado en mostrar la realidad de la sociedad y también en ayudar a las personas según los casos lo requieran siguiendo la misma línea de Cristina Saralegui, Laura Bozzo y Mónica Zevallos entre otros.
En 2007 fue parte del elenco de la telenovela Muchachitas como tú (versión de Muchachitas), del productor Emilio Larrosa en Televisa, en ella personifica a Carmen.
En 2011 participa en la telenovela Dos hogares a lado de Anahí y Carlos Ponce entre otros.
En 2020 lanza su versión del tema Tusa, de Karol G.
En 2021 hace un cover de la canción Material Girl, interpretado por la reina del pop Madonna.

## Discografía
- (1978) Soy Tu Bombón De Chocolate
- (1982) El Fuego Del Trópico Hecho Mujer
- (1984) Ritmo Ardiente
- (1985) Mi Tesorito
- (1987) Con Sabor A...
- (1988) No Me Toques Que Me Rompo / La Fiesta
- (1989) Agua Pura
- (1990) El Rugido De La León
- (1992) El Club De Mujeres Engañadas
- (1993) Boleros Para El Amor / Bolerazos
- (1993) Tesorito...Baila Conmigo
- (1995) La Reina Del Baile
- (1996) Es El Premio Mayor
- (1998) Mi Tesoro Eres Tú
- (1999) Mujeres Engañadas
- (2007) Lo Nuevo "El Amarre"
- (2011) Yo Soy La Cumbia

Recopilaciones
- (1991) 15 Éxitos candentes
- (1994) 20 Tropiéxitos
- (1994) El rugido de La León. 20 Éxitos
- (1995) Yo no soy abusadora. Línea de oro
- (1995) La embajadora de la Cumbia
- (1997) 15 Éxitos
- (1998) Las número 1
- (1998) Laura León
- (1999) 20 Éxitos
- (2000) 18 Éxitos
- (2000) 30 Grandes éxitos. Sonia López y Laura León
- (2001) 20 Éxitos tropicales. Sonia López y Laura León
- (2002) Mano a mano tropical. Laura León y Sonia López
- (2004) Colección 3 CD
- (2007) Éxitos inolvidables
- (2007) Grandes Éxitos + grandes artistas (Grandes divas 100 años de música)
- (2008) La reina (3 CD)
- (2008) Laura León (3 CD)
- (2008) Serie 3x1 La tesorito Laura León (3 CD)
- (2012) La que no podía Amar.

## Televisión
- Mi famoso y yo (2023) - Famoso participante[11]
- El juego de las llaves: (2021) - Gloria[12][13]
- Estrella2: (2014) - Invitada
- Dos hogares: (2011-2012) - Refugio Urbina de Lagos
- Muchachitas como tú:  (2007) - Carmen Márquez de Barbosa
- Señora León (2006) - Conductora
- Mujeres engañadas: (1999-2000) - Yolanda Jiménez de Duarte
- El premio mayor: (1995-1996) - Rebeca Molina de Domínguez
- Dos mujeres, un camino: (1993-1994) - Ana María de Villegas
- Muchachitas: (1991-1992) - Esther Pérez de Olivares
- Amor en silencio: (1988) - Alejandra
- El amor nunca muere: (1982) - Azucena
- Mundos opuestos: (1976) - Cabaretera

## Películas
- Zona Roja: (1976) - Mujer a caballo
- Tierra sangrienta: (1979) - Lucy Cantante de bar
- Noche de juerga: (1981) - Cantante del cabaret
- Viacrucis nacional: (1981) - Prostituta del Cabaret
- Lagunilla, Mi Barrio 2: (1983) - Cantante del Club
- Presos sin culpa (1982) - Bailarina

## Banda sonora
| Telenovela             | Canción                | Año       |
| ---------------------- | ---------------------- | --------- |
| Dos mujeres, un camino | Dos mujeres, un camino | 1993/1994 |
| El premio mayor        | El premio mayor        | 1995/1996 |
| Mujeres engañadas      | Mujeres Engañadas      | 1999/2000 |
| Dos hogares            | Dos Hogares            | 2011/2012 |

## Premios

### Premios TVyNovelas
| Año  | Categoría               | Telenovela  | Resultado |
| ---- | ----------------------- | ----------- | --------- |
| 1992 | Mejor actriz de reparto | Muchachitas | Ganadora  |

### Premios Eres
| Año  | Categoría              | Telenovela  | Resultado |
| ---- | ---------------------- | ----------- | --------- |
| 1992 | Mejor actriz coestelar | Muchachitas | Nominada  |

### Premios ACE New York 1996
| Año  | Categoría               | Telenovela      | Resultado |
| ---- | ----------------------- | --------------- | --------- |
| 1996 | Figura femenina del año | El premio mayor | Ganadora  |